# Rex White
Rex White (ur. 17 sierpnia 1929 w Taylorsville, zm. 18 lipca 2025) – amerykański kierowca wyścigowy, mistrz serii Grand National, głównej serii NASCAR z 1960 roku.

## Kariera
Urodził się on w Taylorsville w Północnej Kalifornii. Było to w czasie wielkiego kryzysu w Stanach Zjednoczonych. Gdy miał 8 lat, pracował wraz z rodziną przy produkcji Forda T. W młodości chorował na Polio.
W 1954 roku jeden z kolegów jego żony pomógł mu uzbierać 600 dolarów na jego pierwszy samochód. Był to Ford z 1937. White zadebiutował w wyścigach na torze West Lanham Speedway w Maryland. Odpadł jednak z wyścigu z powodu problemów z silnikiem. Startował on dalej i jako debiutant zdobył tytuł Sportsman championship na torach o długości 1/5 mili.
W 1956 White zadebiutował w Grand National – głównej serii NASCAR. Wziął on wtedy udział w 24 wyścigach, 14 wyścigów ukończył w pierwszej dziesiątce. W klasyfikacji NASCAR Short Track zajął drugie miejsce.
W 1957 roku wziął udział w 9 z 53 wyścigów NASCAR, 6 ukończył w czołowej dziesiątce, a 4 w czołowej piątce.
W 1958 White przeprowadził się z Waszyngtonu do Spartanburgu by połączyć siły ze swoim kolegą oraz mechanikiem, Louisem Clementsem. Razem przygotowali Chevroleta, którym White startował w NASCAR. Był to pierwszy samochód w specyfikacji Late Models.